# London Brew
London Brew ist das gleichnamige Musikalbum der ad-hoc-Formation London Brew um Nubya Garcia und Shabaka Hutchings. Die an drei Tagen ab dem 7. Dezember 2020 in The Church Studios in London entstandenen Aufnahmen erschienen am 31. März 2023 auf Concord Jazz. Auf dem Album von London Brew werde nicht Miles Davis’ Album Bitches Brew „gewissenhaft überarbeitet, sondern die Musik steht in seinem Geist: keine Coverversion im engeren Sinne, sondern die Philosophie der Platte aus dem Jahr 1970“.

## Hintergrund
Das Album London Brew war der Höhepunkt eines Projekts, mit dem führende Londoner Musiker auf das 50-jährige Jubiläum von Miles Davis’ Album Bitches Brew im Jahr 2020 reagierten, notierte Graham Spry. Bereits im Vorjahr hatte der amerikanische Verleger und Produzent Bruce Lampcoy bemerkt, dass bei relativ jungen Londoner Jazzmusikern der Widerhall einer Rezeption von Davis’ Rock-beeinflusstem Jazz der 1970er-Jahre zu erleben war, und beschloss, für das Jubiläum ein Ensemble zusammenzustellen, das beim London Jazz Festival 2020 Musik aufführen sollte, die von Bitches Brew inspiriert war. Aufgrund der COVID-19-Pandemie konnte das Festival nicht stattfinden, so dass das Projekt London Brew dem Untergang geweiht schien, bis sein schwedischer Co-Produzent, der Gitarrist Martin Terefe (der an der Aufnahme auch teilnahm), für eine Aufnahmemöglichkeit für die Produktion sorgte.
Nachdem der Produzent Paul Epworth (Adele, Rihanna) die Nutzung seiner Church Studios in Crouch End anbot, machten sich die Produzenten Michael Terefe und Bruce Lampcov daran, zwölf Talente des britischen Jazz für die Produktion zu gewinnen, Personen, die weitere Inspiration für deren Musik versprachen – darunter die Saxophonisten Nubya Garcia und Shabaka Hutchings, der Gitarrist Dave Okumu, der Geiger Raven Bush, der Tubist Theon Cross, der Bassist Tom Herbert, der Schlagzeuger Tom Skinner und der BBC-Radio-DJ Benji B. Die Aufnahme fand im Dezember 2020 an drei Tagen statt; für viele der Musiker war es das erste Mal seit Beginn des Lockdowns im März, dass sie in einer wirklichen Begegnung im Studio miteinander spielen konnten.
Der Aufnahmeprozess von London Brew entspricht mehr oder weniger dem von Davis’ Originalalbum. Die neun Tracks sind direkt von Loops und Samples inspiriert, die DJ Benji B von Bitches Brew ausgewählt hatte. Einige davon sind auf dem Album zu hören. Aufgenommen über drei Tage, jammten die Musiker auf ähnliche Weise zusammen wie Davis’ Original-Ensembles, ohne eine Ahnung zu haben, was in der endgültigen Fassung enthalten sein könnte. Obwohl die Dinge anfangs angespannt waren, wurde das Ensemble am zweiten Tag sicherer und der dritte Tag gipfelte in „einem neuen Vertrauen in Experimente und kreative Inspiration“, wie Lampcoys Liner Notes andeuten. Wie es Davis’ Produzent Teo Macero mit Bitches Brew getan hatte, nahmen anschließend die Produzenten von London Brew die Aufnahmen, extrahierten die besten Passagen und mischten sie ab, um schließlich das Endergebnis zu erzielen.
Als die Musiker aufgestellt waren, begann Terefe die Session mit einer eindrucksvollen Anweisung. „Ich bat alle, eine Note zu spielen, die die Frustration des letzten Jahres beschrieb, nicht zusammen spielen zu können, und sie so lange wie möglich zu halten“, erinnert er sich. „So sind wir gestartet.“ Der seltsame, wirbelnde, kakophonische Sound, der darauf folgte, wurde zum epischen 23,5-minütigen Eröffnungstrack des Albums „London Brew“. „Von da an waren es wirklich nur drei Tage reine Improvisation“, sagt Terefe, der darauf hinweist, dass zwei gegensätzliche Kräfte auf die Musiker wirkten. „Da war die Miles-Hommage, die einem echten Maestro Tribut zollt, der uns alle auf unterschiedliche Weise beeinflusst hat, und der andere Teil war, wir selbst in einer ziemlich turbulenten Zeit zu sein. Es gab Momente, da wurde es richtig feurig, aber meistens war es richtig traurig und melancholisch. Es fühlte sich wirklich bedeutsam an, es tun zu können.“

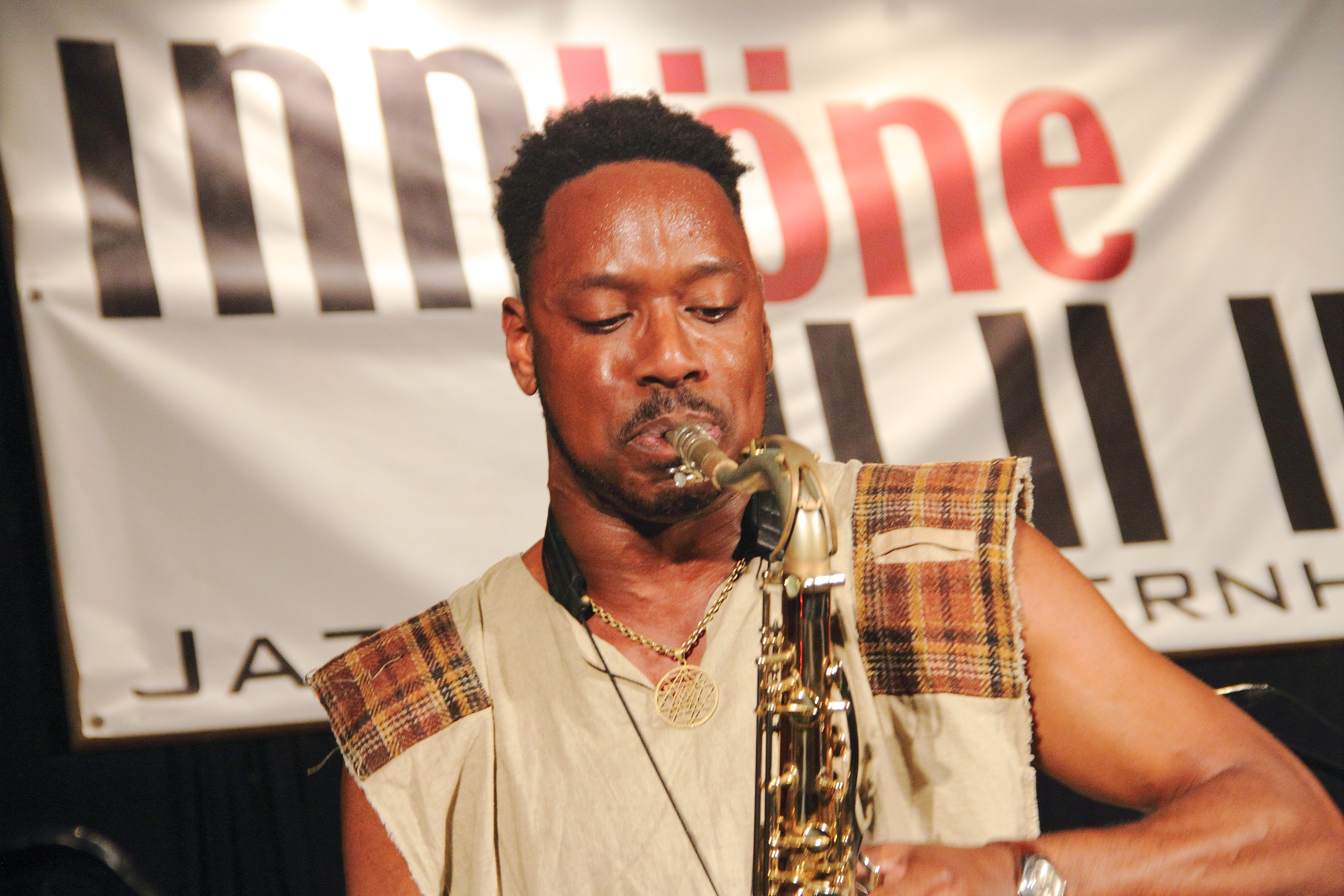
Shabaka Hutchings mit Sons of Kemet beim INNtöne Jazzfestival 2018

Für Hutchings, der „Bitches Brew“ als „bahnbrechendes Album“ bezeichnet, bestand die beste Art, Miles Davis Tribut zu zollen, darin, sich frei genug zu fühlen, er selbst zu sein. „Ich habe viel über Miles‘ Leben nachgedacht“, sagt er. „Wir können nie wissen, wie er sich verhalten würde, wenn er im Raum wäre, und er hätte ‚Bitches Brew‘ wahrscheinlich nicht wieder aufwärmen wollen, aber nach all den Geschichten, die ich gehört habe, denke ich, dass er wollte, dass alle sie selbst sind. Sich für das einzusetzen, was sie tun. Es scheint, als hätte Miles es nicht gemocht, wenn sich die Leute zurückhielten. Andere schöpften spezifische Einflüsse aus Davis’ bahnbrechenden Techniken, wie zum Beispiel seine Verwendung von Tape-Delay-Pedalen, um seinen Trompetensound zu verändern“, sagte Terefe. „Nubya meinte, sie habe versucht, Jimi Hendrix und Miles‘ Versuche, über sein Effektpedal wie Jimi zu klingen, zu kanalisieren.“

## Titelliste
- (Concord Jazz – 0088807245869)[4]

A1 London Brew 23:34

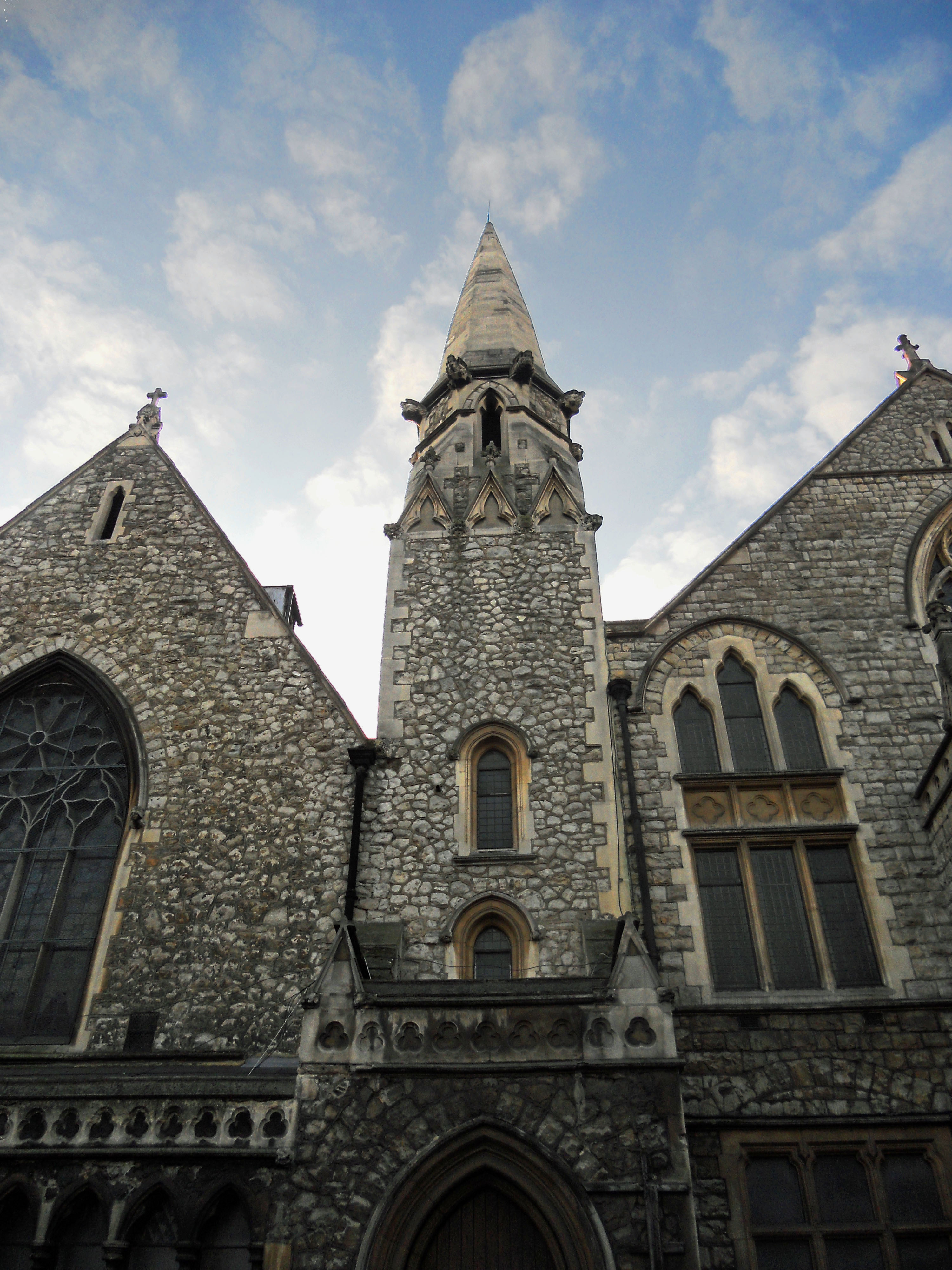
The Church Studios in einer ehemaligen Agapemoniten-Kirche in Crouch End, Nord-London, in dem die Aufnahmen 2020 entstanden

B1 London Brew Pt.2 Trainlines 15:49

B2 Miles Chases New Voodoo in the Church 7:27

C1 Nu Sha Ni Sha Nu Oss Ra 8:55

C2 It's One of These 6:53

C3 Bassics 2:51

D1 Nor Ning Prayers 9:52

D2 Raven Flies Low 12:53

## Rezeption

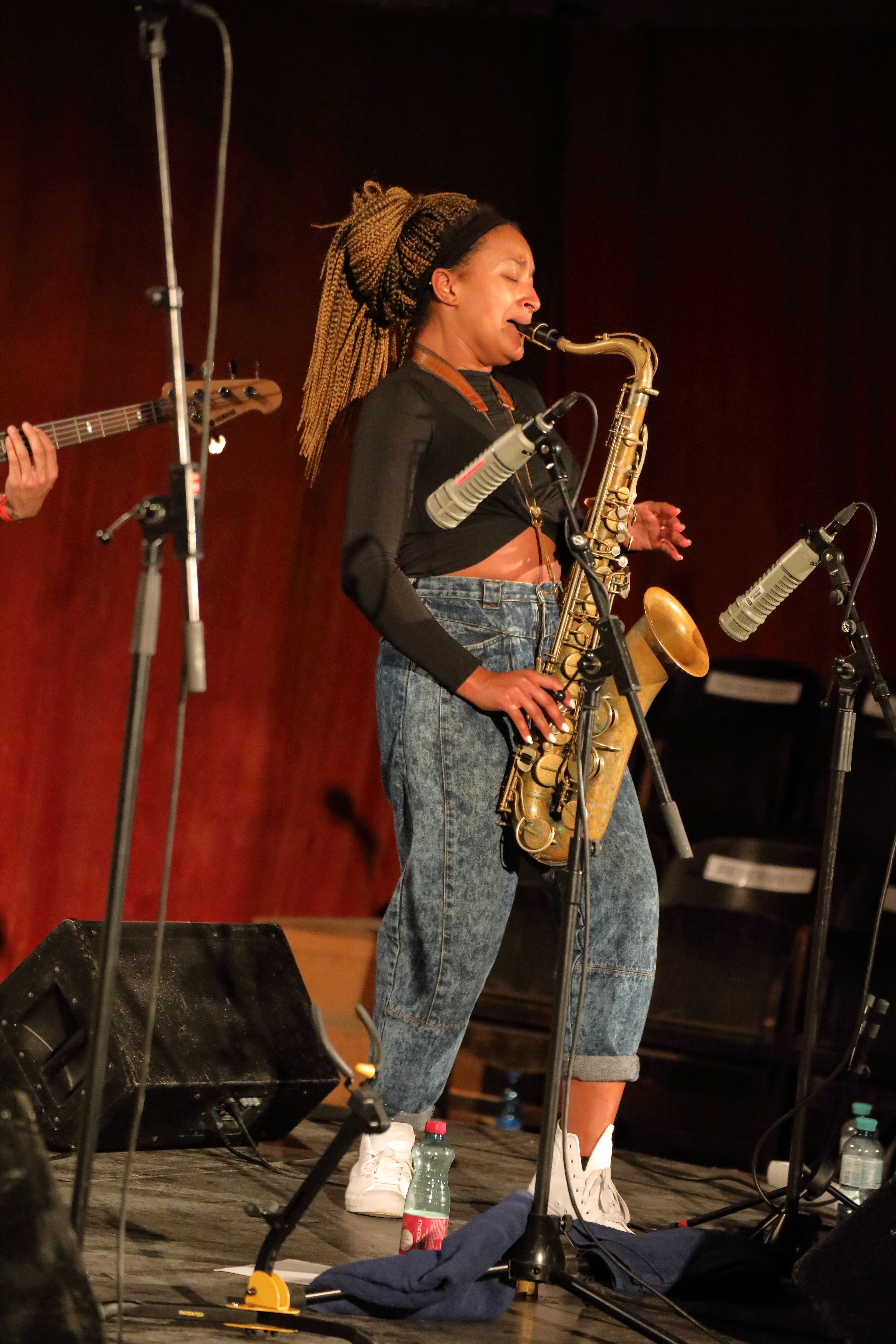
Nubya Garcia beim INNtöne Jazzfestival 2019

Das Album erfuhr durchweg positive Rezensionen in der Jazzkritik: „Was für ein hinreißendes Hexengebräu“ meinte Peter Kemper in der Frankfurter Allgemeinen Zeitung. Das Ensemble auf dieser Highlight-Produktion klinge fast völlig unabhängig von Davis’ Einfluss, meint Thom Jurek (Allmusic). London Brew sei auf wunderbare Weise vielseitig, außerordentlich und wunderschön umgesetzt. Im Einklang mit seiner Inspirationsquelle sei es „ein Avantgarde-E-Jazz-Album, reich an Kommunikation, Unmittelbarkeit und Vorstellungskraft“.
In einem Album mit herausragenden Momenten sei der letzte Track, „Raven Flies Low“, der von Raven Bushs Violine dominiert wird, der außergewöhnlichste, meint Graham Spry (London Jazz News). Dies sei auch der Track, in dem das Ensemble am unabhängigsten von Davis‘ Einfluss zusammenarbeite, und er würde das Album mit einer seltsam besinnlichen Note beenden, die den zögernd ehrfürchtigen Anfang des Albums widerspiegele.
Trotz des Rufs von Bitches Brew, dicht und überwältigend rhythmisch zu sein, stelle die Kunstfertigkeit und Musikalität des London Brew-Ensembles sicher, dass dies nicht nur ein Tribute-Album sei, sondern, wie beabsichtigt, ein Ausdruck der Kreativität der Musiker, inspiriert von Davis’ Meisterwerk. Letztlich sei dies ein Album, das man in vollen Zügen genießen kann, ohne auf Bitches Brew verweisen zu müssen, aber wie dieses Album demonstriere es, was passieren kann, wenn einige der größten Talente einer Generation in einem angemessen sympathetischen Rahmen zusammenkämen.
Das Projekt würde an Makaya McCravens London-Chicago-Mixtape Where We Come From von 2019 erinnern, schrieb Frank Sawatzki in Musikexpress; einige Namen tauchten in beiden Produktionen auf und auch bei London Brew gehe es um „den transatlantischen Twist“, der hier im Geiste Miles Davis’ entstehen könne. Acht Aufnahmen hätten es auf das Doppelalbum geschafft. Der 23-minütige Titeltrack umfasse das komplette Spektrum der Aufnahmen, von den stillen, meditativen Momenten über lebhafte Exkursionen in die Freiräume des Jazz bis zu den kleinen Nischen, in denen die Musiker ihr „Come-Together“ im hymnischen Spiel feierten. London Brew lasse die losen Enden von Bitches Brew um das „globale Dorf des Jazz“ tanzen.

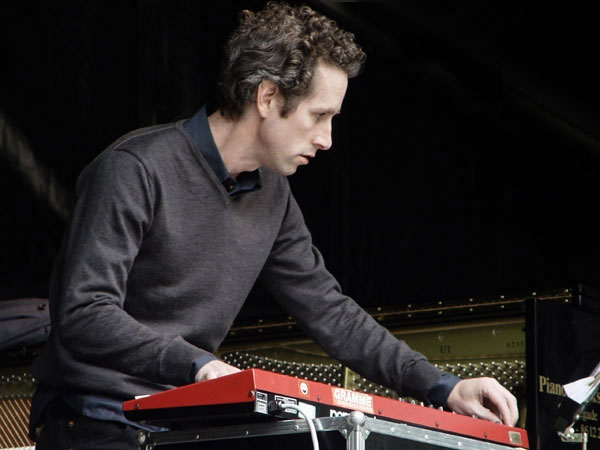
Keyboarder Nick Ramm (Aarhus Jazzfestival 2011)

Obwohl viele dieser Musiker zuvor in zahlreichen anderen Kontexten brillant waren, könnte dies eines ihrer besten Werke sein: eine aufregende 90-minütige Reise in die äußeren Regionen des Elektrojazz, schrieb John Lewis in Uncut. Es hätte viele Projekte gegeben, bei denen Künstler – von Sgt. Pepper’s Lonely Hearts Club Band und The Dark Side of the Moon, von Kind of Blue bis OK Computer – den bestehenden Melodien und Akkorden eine respektvolle Wendung verliehen. Doch Bitches Brew sei ein kanonisches Werk, das sich einer solchen Behandlung widersetze. Es ist keine Aufzeichnung, die transkribiert und auf Punkte auf einer Seite reduziert werden könne. Seine Essenz liege in seiner unorthodoxen Klangauswahl – effektgeladene Fender-Rhodes-Pianos, Bennie Maupins rumpelnde Bassklarinette, das schockierende, atonale Heulen von John McLaughlins disharmonischem Gitarrenspiel. Bitches Brew sei auch das Produkt einer ganz besonderen Methodik gewesen: Musiker würden frei über einem dicken, dissonanten Fugen improvisieren. Die Akkorde ändern sich kaum. Melodien oder Riffs werden selten wiederholt.
Der erste Track sei noch nah an der Stimmung des Originalalbums – ein 23-minütiger Jam über einem mutierenden Funkbeat, notierte John Lewis. Auf den nächsten beiden Tracks tauche die Band tief in andere Davis-Innovationen dieser Ära ein. Auf dem 16-minütigen „London Beat Part 2“ erinnere ein Gitarrensolo von Okumu an John McLaughlins Solo in „Right Off“ von A Tribute to Jack Johnson; schließlich geht es in eine atmosphärische Coda über, die an In a Silent Way erinnere. „Miles Chases New Voodoo in the Church“ wiederum erinnere eher an Davis’ Sessions Mitte der 1970er-Jahre auf Alben wie Get Up with It. Im Laufe des Albums klängen die Tracks weniger wie die ursprünglichen Bitches-Brew-Sessions; noch weniger Miles-ish ist der Albumabschluss „Raven Flies Low“, der als Dubby-Groove beginne, zu einem rollenden Walzer mutiere und dann mit einem fast symphonischen Trio für Violine, Streichbass und gestrichene E-Gitarre ende.
Natürlich sei das London Brew-Album auch inspiriert von London: Von der Stadt, ihren Bewohnern, ihrer Kreativität und ihrem Kampf, heißt es in der Rezension der tschechischen Website Jazz.rozhlas. Das Konzept sei in einem schwierigen Jahr geboren worden, in dem versucht wurde, sich mit dem auseinanderzusetzen, was die Menschheit wirklich ist. Klang und Melodien würden die gesamte Bandbreite menschlicher Emotionen widerspiegeln, von zärtlich und fürsorglich bis hin zu unhöflich und wütend. London Brew beweise sowohl die Zeitlosigkeit von Miles Davis’ Konzept als auch die Einzigartigkeit der Londoner Szene. Ein scheinbarer Widerspruch, dank dem London Brew von „nur“ einer Tribut-Platte zu origineller und vor allem aktueller Musik werde.
Das Album wurde mit dem Preis der deutschen Schallplattenkritik 2023 ausgezeichnet. In der Begründung der Jury heißt es: „Die eigens für dieses Projekt zusammengestellte Allstar-Band hat den Spirit von damals aufgesogen und bezieht sich unüberhörbar auf den musikalischen Kosmos von Davis. Hier wird aber keine Musik nachgespielt oder konserviert. Inspiriert von Loops und Samples aus dem Original entwickelt sich ein hochintensiver, eigenständiger Sound. Hypnotisierend, voller Feuer und unbändiger Energie. Es ist ein Vergnügen, diesen ausgedehnten Klangreisen zu folgen.“ London Brew erhielt 2023 auch den niederländischen Edison Jazz Award in der Kategorie „Soul/R&B/Funk.“